# 安特爾山
安特爾山（英語：Mount Antell），是南極洲的山峰，位於南喬治亞群島，處於比耶蘭角和赫爾克里士灣之間，海拔高度610米，由英國南極名稱諮詢委員命名，由英國海外領土管轄。